# インディアス法

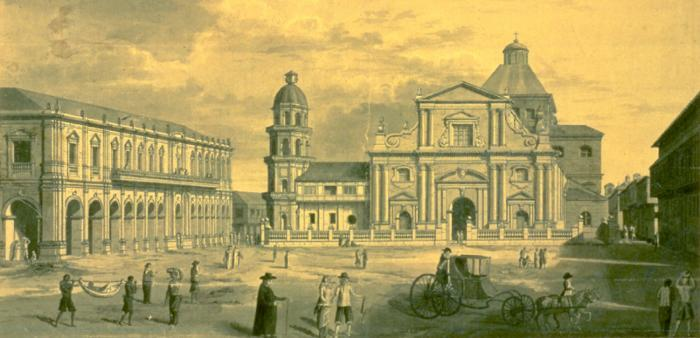
18世紀マニラの中心地、フィリピン

インディアス法（インディアスほう、スペイン語: Leyes de las Indias）とは、スペイン国王が西インド諸島、アメリカ大陸、フィリピンの領地に対して公布した一連の法律集。インディアス法は対象地域の社会的、政治的、宗教的、経済的な生活を規定している。この法律は、何世紀にもわたって発行されてきた無数の勅令と、ブルゴス法（1512年）やインディアス新法（1542年）など、入植者と原住民の間の交流を規制しようとする16世紀の重要な法律から構成されていた。スペインが西インド諸島に進出してから400年の間に、法律は何度も編纂されたが、特に1680年にカルロス2世のもとで「Recopilación de las Leyes de los Reynos de las Indias」（インド諸島の王国の法律の編纂）が発行されたことで知られている。古典的な法律集と考えられているが、後の法律がその一部を置き換えたり、他の編纂物が発行されてきた。